# ミオシン軽鎖ホスファターゼ
ミオシン軽鎖ホスファターゼ（ミオシンけいさホスファターゼ、英: myosin light-chain phosphatase、EC 3.1.3.53、系統名: [myosin-light-chain]-phosphate phosphohydrolase）またはミオシンホスファターゼ（myosin phosphatase）は、ミオシンIIの軽鎖を脱リン酸化する酵素（セリン/スレオニン特異的プロテインホスファターゼ）であり、以下の反応を触媒する。
ミオシン軽鎖-リン酸 + H2O = ミオシン軽鎖 + リン酸
この脱リン酸化反応は平滑筋組織で生じ、筋細胞の弛緩過程を開始する。そのため、ミオシン軽鎖ホスファターゼはミオシン軽鎖キナーゼによって開始された筋収縮過程を元に戻す酵素である。この酵素は、触媒サブユニット（プロテインホスファターゼ1、PP1）、ミオシン結合サブユニット（MYPT1）、そして機能未知の3つ目のサブユニット（M20）から構成される。触媒サブユニットは2つのマンガンイオンを利用してミオシン軽鎖の脱リン酸化を触媒し、それによってミオシンのコンフォメーション変化が引き起こされて筋肉は弛緩する。この酵素は高度に保存されており、全ての平滑筋組織に存在する。ミオシン軽鎖ホスファターゼはRhoキナーゼによって調節されていることが知られており、アラキドン酸やcAMPなど他の分子がこの酵素を調節しているかどうかに関しては現在も議論がある。

## 機能
平滑筋組織は主にアクチンとミオシンによって構成されており、この2つのタンパク質が互いに相互作用することで筋収縮と筋弛緩が行われている。ミオシンIIは従来型ミオシン（conventional myosin）とも呼ばれ、頭部と尾部を構成する2つの重鎖と、重鎖のネック部分に結合する4つの軽鎖（各頭部に2つずつ）から構成される。筋収縮が必要な時には、カルシウムイオンが筋小胞体から細胞質基質へ流入し、カルモジュリンを活性化することでミオシン軽鎖キナーゼを活性化する。ミオシン軽鎖キナーゼはミオシン軽鎖（MLC20）のセリン19番残基（Ser19）をリン酸化する。このリン酸化はミオシンのコンフォメーション変化を引き起こし、クロスブリッジサイクリングを活性化して筋収縮を引き起こす。ミオシンはコンフォメーション変化を起こしているため、カルシウムや活性化されたミオシン軽鎖キナーゼの濃度が正常レベルへ戻った場合でも筋肉は収縮したままとなる。筋弛緩が起こるためには、再びコンフォメーション変化が必要である。
ミオシン軽鎖ホスファターゼはミオシンに結合すると、リン酸基を除去する。リン酸基が除去されたミオシンは元のコンフォメーションへと戻り、アクチンと相互作用して筋張力を維持することができなくなるため、筋肉は弛緩する。ミオシンがミオシン軽鎖キナーゼによって再びリン酸化されてコンフォメーション変化を起こすまで、筋肉はこの弛緩状態となる。

## 構造

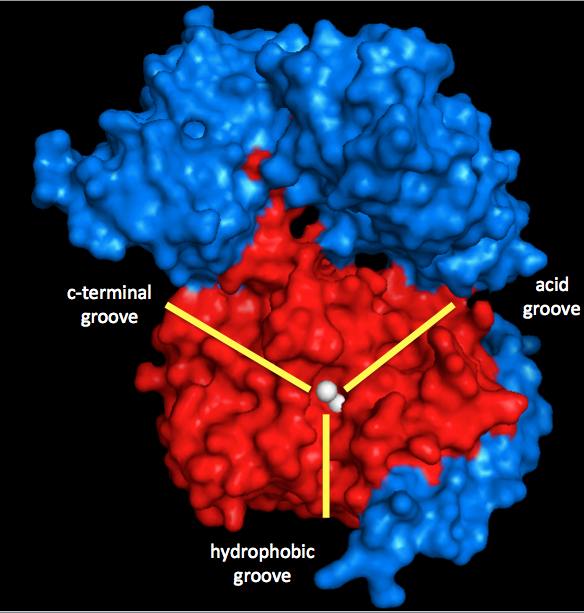
PP1が赤、MYPT1の一部が青、マンガンイオン触媒が白で示されている。黄色の線は3つの溝を示しており、基質の結合と触媒に重要である。

ミオシン軽鎖ホスファターゼは3つのサブユニットから構成される。触媒サブユニットであるPP1は真核細胞で最も重要なセリン/スレオニンホスファターゼのうちの1つであり、平滑筋収縮の他にグリコーゲン代謝、細胞内輸送、タンパク質合成や細胞分裂にも関与している。PP1は細胞の基本的な機能に極めて重要であり、また細胞内に存在するプロテインホスファターゼはキナーゼよりもはるかに少ないため、その構造と機能は高度に保存されている。PP1は2つのマンガンイオンを触媒として利用して脱リン酸化を行う。
これらのイオンを取り囲むように、Y字型の3つの溝（hydrophobic groove、acidic groove、C-terminal groove）が存在する。PP1は他のサブユニットに結合していない場合には、高い特異性を示さない。しかし、ミオシン軽鎖ホスファターゼの他のサブユニットであるMYPT1（~130 kDa）に結合することで、この溝の形状が変化し、ミオシンに対する特異性が劇的に高まる。
3番目のサブユニットであるM20は最も小さく、最も謎の多いサブユニットである。現在のところ、触媒に必要不可欠ではないことを除いて、M20に関して知られていることはほとんどない。このサブユニットを除去しても、酵素のターンオーバーや選択性に影響は生じない。一方で、その実態は全く不明であるものの、何らかの調節機能を果たしているではないかと一部では考えられている。

## 機構
Ser19からのリン酸基の除去の機構は、グリコーゲンシンターゼの活性化など、細胞内の他の脱リン酸化反応ときわめて類似している。ミオシンの調節サブユニットであるMLC20は、ミオシン軽鎖ホスファターゼの調節部位であるhydrophobic grooveとacidic grooveの双方に結合する。適切な配置となると、リン酸化セリン残基と遊離水分子が活性部位の水素結合形成残基と正に帯電したイオン（負に帯電したリン酸基と強固に相互作用する）によって安定化される。ミオシン軽鎖ホスファターゼ側のHis125はMLC20のSer19にプロトンを供与し、水分子がリン原子を攻撃する。安定化のためのプロトンシャフリングの後（この過程はリンへの攻撃と比較して迅速に進行する）、リン酸とアルコールが形成され、どちらも活性部位から解離する。

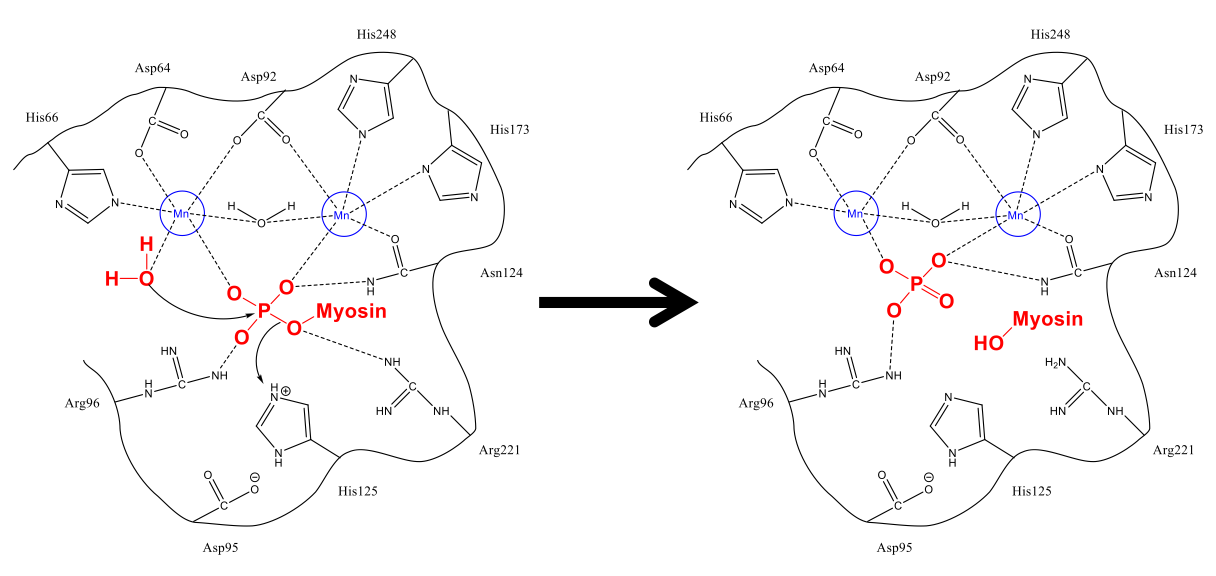
ミオシン軽鎖ホスファターゼにおけるPP1の反応機構。酵素反応に重要な残基が示されている。基質と産物は赤の太字、マンガンイオンは青で示されている。脱リン酸化反応後のミオシンに示されているアルコールはSer19のアルコールである。

## 調節とヒトの健康
ミオシン軽鎖キナーゼの調節経路は明確に示されていた一方で、1980年代終盤までは、ミオシン軽鎖ホスファターゼは調節されておらず、収縮/弛緩過程はミオシン軽鎖キナーゼの活性に完全に依存していると考えられていた。しかしながら1980年代以降、Rhoキナーゼの阻害効果が発見され、詳細な研究が行われた。GTP結合型RhoAはRhoキナーゼを活性化し、RhoキナーゼはMYPT1の主要な阻害部位であるThr696とThr866をリン酸化する。このことは、MYPT1が反応速度と特異性を高めるだけでなく、反応速度を大きく低下させる役割も果たしていることを示している。しかしながら、テロキンが添加された場合には、MYPT1が脱リン酸化されるわけではないが、Rhoキナーゼの作用は無効化される。
提唱されている他の調節機構としては、アラキドン酸が関与するものがある。筋組織にアラキドン酸を添加すると、ミオシンの脱リン酸化（すなわち弛緩）速度が低下する。しかしながら、アラキドン酸がどのように阻害剤として機能しているかに関しては議論がある。
ミオシン軽鎖ホスファターゼの調節機構が破綻し始めた場合には、大きな健康上の問題が生じる場合がある。平滑筋はヒトの呼吸器、循環器、生殖器やその他の系に存在するため、平滑筋が調節不全のために弛緩しなくなった場合には、喘息、高血圧、勃起不全など広範囲の問題が生じる可能性がある。

## 関連文献
- “Purification and characterization of a multisubunit phosphatase from turkey gizzard smooth muscle. The effect of calmodulin binding to myosin light chain kinase on dephosphorylation”. J. Biol. Chem. 258 (11):  7047–54. (1983). doi:10.1016/S0021-9258(18)32330-5. PMID 6304072.
- Kimura K (1996). “Regulation of Myosin phosphatase by Rho and Rho-associated kinase (Rho-kinase)”. Science 273 (5272):  245–248. Bibcode: 1996Sci...273..245K. doi:10.1126/science.273.5272.245. PMID 8662509.